# Téléphone au volant

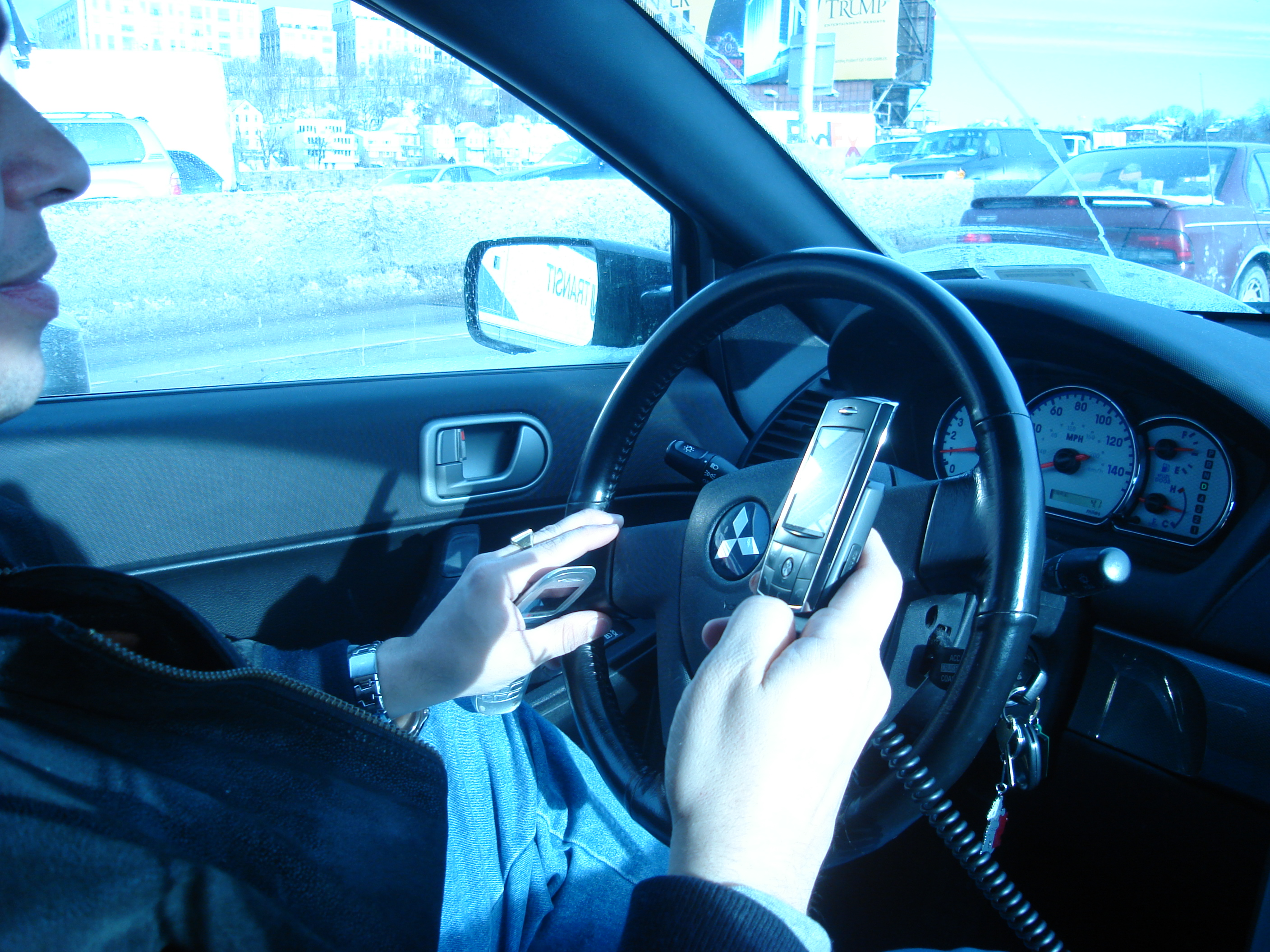
Conducteur américain (à Manhattan) avec un téléphone portable dans chaque main

Réglementation du téléphone au volant:
téléphone interdit
téléphone en main interdit, téléphone de la voiture autorisé
téléphone en main interdit
téléphone en main autorisé (pas d'interdiction)
pas de données

L'usage d'un téléphone au volant est la pratique consistant à téléphoner tout en conduisant un véhicule. Cette pratique ayant pour conséquences d'augmenter les risques d'accident, elle est interdite dans de nombreux pays.

## En France
En France, l'usage du téléphone au volant est interdit depuis 2003. Il a en effet été prouvé que le conducteur enregistre entre 30 et 50 % d’informations en moins sur la route lorsqu’il est au téléphone provoquant ainsi un impact négatif sur la bonne exécution des tâches nécessaires à la conduite. Le non-respect de cette règle du code de la route expose le contrevenant à une amende de 135 € et à un retrait de trois points sur son permis de conduire.
Depuis le 1er juillet 2015, les kits mains libres qui étaient jusqu'alors tolérés, deviennent eux aussi interdits. Le contrevenant s'expose aux mêmes conséquences que pour l'usage du téléphone au volant. 
Éric Lemaire, d’Axa Prévention considère que le téléphone au volant est une « catastrophe nationale ».
En janvier 2025, Emmanuel Macron répond sur TikTok à une vidéo virale vue plus de 4 millions de fois, du tiktokeur S4iint dans laquelle il évoque avoir été verbalisé pour avoir payé le péage sur l'autoroute avec Apple Pay. Macron promet de saisir le ministre de l’Intérieur pour qu’il change le Code de la route.

### Jurisprudence
En France, en juillet 2022, le téléphone au volant est considéré comme seule cause dans un accident.

## En Europe
En Espagne, l'usage de l'oreillette notamment pour téléphoner est interdit depuis 2003. 
Dans l'UE, l'usage illicite d'un téléphone portable ou de tout autre appareil de communication en conduisant un véhicule fait partie des infractions pouvant être échangées entre les pays membres dans le cadre de la Directive (UE) 2015/413 du Parlement européen et du Conseil du 11 mars 2015 facilitant l'échange transfrontalier d'informations concernant les infractions en matière de sécurité.

## Au Japon
Au Japon, on considère que la distraction cause des accidents, et que cette distraction peut être causée par le fait de parler à un téléphone intelligent ou de le regarder, ou de regarder un système tel qu'un système de navigation.
Le graphique qui aurait dû être présenté ici ne peut pas être affiché car il utilise l'ancienne extension Graph, désactivée pour des questions de sécurité. Des indications pour créer un nouveau graphique avec la nouvelle extension Chart sont disponibles ici.